# Julius Andree
Julius Andree (* 2. April 1889 in Berlin; † 20. November 1942 in Paris) war ein deutscher Professor für die Urgeschichte an der Universität Halle und Forscher beim Amt Rosenberg der Nationalsozialisten.

## Leben
Andree studierte von 1910 bis 1914 Geologie und Paläontologie in Greifswald und in Münster. Während des Ersten Weltkriegs war er Kriegsfreiwilliger und als Heeresgeologe im Rang eines Unteroffiziers im Einsatz. 1917 promovierte er zum Dr. rer. nat.
1919 trat er eine Stelle als Volontärassistent am Geologischen Institut in Münster an. Von 1919 bis 1920 erhielt er ein Beurlaubung, um bei Gustaf Kossinna in Berlin Urgeschichte zu studieren. Anschließend folgte eine zuerst außerplanmäßige Assistenz und ab 1922 eine planmäßige Assistentenstelle in Münster. 1924 erfolgte dort seine Habilitation.
1931 wurde er in Münster auf eine außerordentliche Professur für Urgeschichte berufen. Zum 1. Mai 1932 erfolgte der Eintritt in die NSDAP (Mitgliedsnummer 1.154.501), in der er seit Oktober 1933 Blockwart war. Zum 1. April 1933 trat er der NS-Kulturgemeinde bei, zum 1. Juli dem NSLB. Er war zudem förderndes Mitglied der SS. 1933 nötigte der Münstersche Direktor des Geologischen Instituts Andree zur freiwilligen Kündigung aus Gründen der fachlichen Unfähigkeit, er erhielt jedoch sofort in Berlin eine Dozentur für Urgeschichte. Eine geplante Umhabilitierung nach Halle wurde zunächst vom dortigen Lehrstuhlinhaber für Urgeschichte Walther Schulz abgelehnt, 1938 dann jedoch angeordnet. Andree lehrte in Halle „Rassische Vorgeschichte“ und wurde 1941 beurlaubt, um in den besetzten Gebieten Belgien und Frankreich urgeschichtliche Funde zu sichten.
Neben seinen akademischen Lehrtätigkeiten und Sonderforschungseinsätzen war er unter anderem 1935 für Heinrich Himmlers Ahnenerbe für Ausgrabungen an den Externsteinen tätig. Später gehörte er zum Einsatzstab von Alfred Rosenberg und dessen „Amt Rosenberg“. Er starb 1942 in Paris an den Folgen einer Erkrankung.
Andree postulierte die Existenz einer Hochkultur in Deutschland vor 250.000 Jahren und ihre Ausbreitung über den ganzen Erdball. Diese Thesen griff Alfred Rust 1942 an.

## Werke
- Der eiszeitliche Mensch in Deutschland und seine Kulturen. 1939
- Die Externsteine: Eine germanische Kultstätte.